# BB-8
BB-8 (conocido coloquialmente como Bebocho en Latinoamérica) es un droide que aparece en Tercera trilogía de Star Wars, iniciando en el Episodio VII - El despertar de la Fuerza junto a Poe Dameron.

## Antecedentes
En agosto de 2013, el director de fotografía de The Force Awakens, Daniel Mindel y el director del Episodio VIII, Rian Johnson, declararon que el director de The Force Awakens, J. J. Abrams usaría pocas imágenes generadas por ordenador (CGI) y usaría más los efectos especiales tradicionales con el fin de recrear el realismo visual y autenticidad de la película original de Star Wars. A tal efecto, el droide BB-8 era un apoyo físico desarrollado por Disney Research, creado por el artista de efectos especiales Neal Scanlan y operado en directo en el set con los actores. Para tomar imágenes, se construyeron varios modelos BB-8. El más destacado fue una marioneta controlada por los titiriteros Dave Chapman y Brian Herring. Además, había varias unidades controladas por radio y algunas versiones de apoyo estáticas. A pleno funcionamiento, una unidad robótica autónoma no era práctica para el rodaje, así que la mayoría de las escenas en las que aparecía "caminando" fueron realizadas por el títere, con hilos que retiraron en posproducción. Sin embargo, con el tiempo una unidad de control remoto se construyó y se utilizó en los eventos promocionales.
Scanlan dijo a Entertainment Weekly en noviembre de 2015 que el diseño del robot vino de un boceto original de Abrams, diciendo "Fue un boceto muy simple, hermoso en la sencillez de una bola con una pequeña cúpula en la parte superior." [9] De BB-8 de diseño "con paneles en forma diferente en cada lado para ayudar al espectador a seguir el movimiento con los ojos.", Scanlan dijo "Si tuviera líneas paralelas que corrieran alrededor de la circunferencia, serían menos informativos en cuanto a la dirección que BB-8 estaba tomando que un patrón un poco más caótico." Al llamar al robot una" navaja suiza que no se debe confiar ", señaló que, si bien cada uno de los paneles del BB-8 tiene un propósito específico, como un puerto o herramienta, no todos ellos han sido definidos completamente para dejar opciones para futuras películas. Abrams también nombró al robot, diciendo a la revista Entertainment Weekly en agosto de 2015, "Lo nombré BB-8 porque era casi la onomatopeya. Era más o menos de cómo lucía  para mí, con el 8, obviamente, y entonces las dos B". El nombre fue concebido desde el principio en la producción de la película y fue uno de los pocos que nunca se cambiaron.
La voz de BB-8 fue dada por los comediantes Bill Hader y Ben Schwartz, ambos acreditados como "consultores vocales de BB-8" en la película. La voz fue creada por Abrams manipulando sus voces a través de un talkbox, unido a un iPad ejecutando una aplicación de efectos de sonido.